# Tortula characodonta
Tortula characodonta är en bladmossart som beskrevs av Brotherus 1902. Tortula characodonta ingår i släktet tussmossor, och familjen Pottiaceae. Inga underarter finns listade i Catalogue of Life.